# قمه

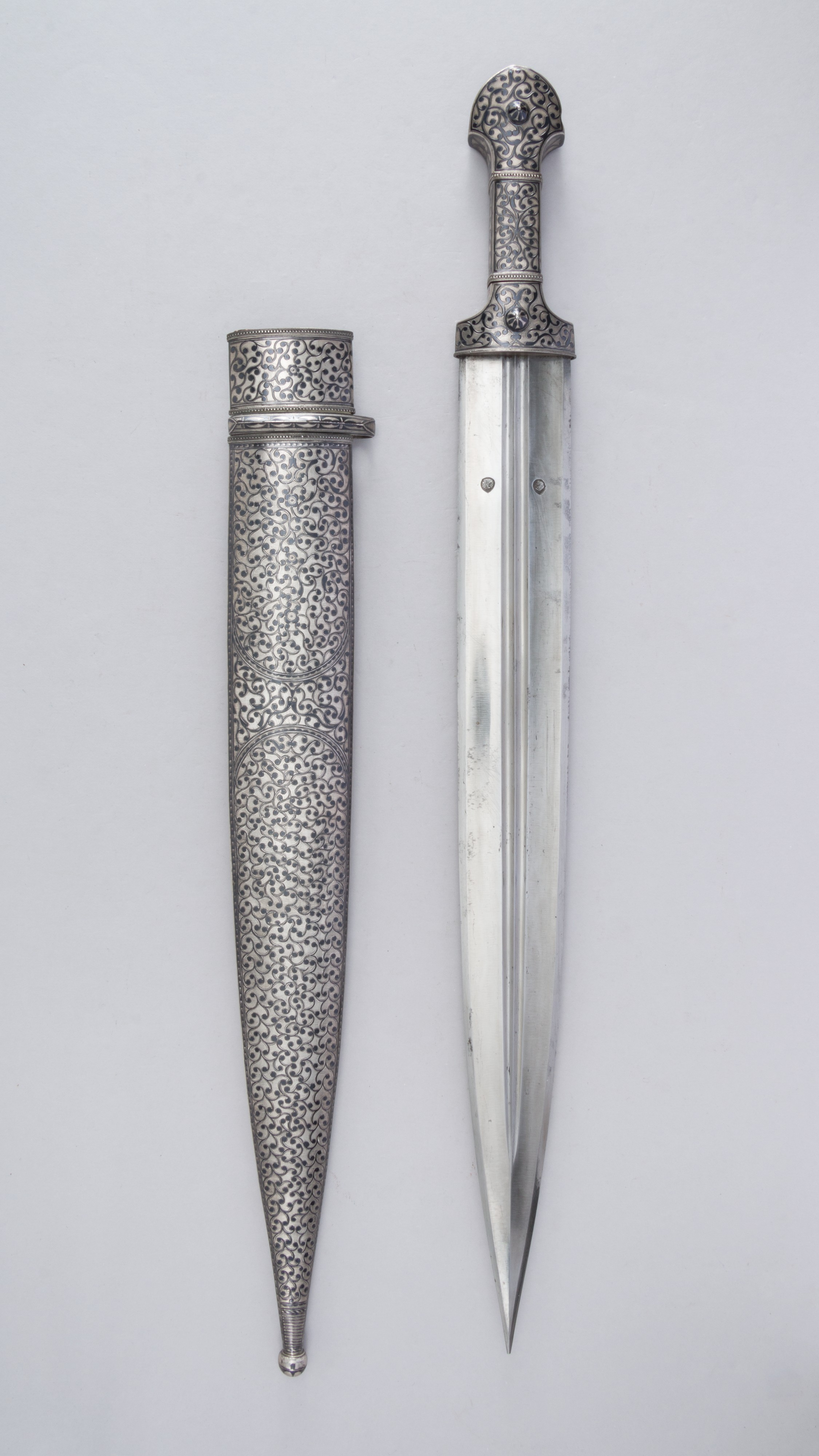
یک نمونه از قمه قفقازی (کیندجال)

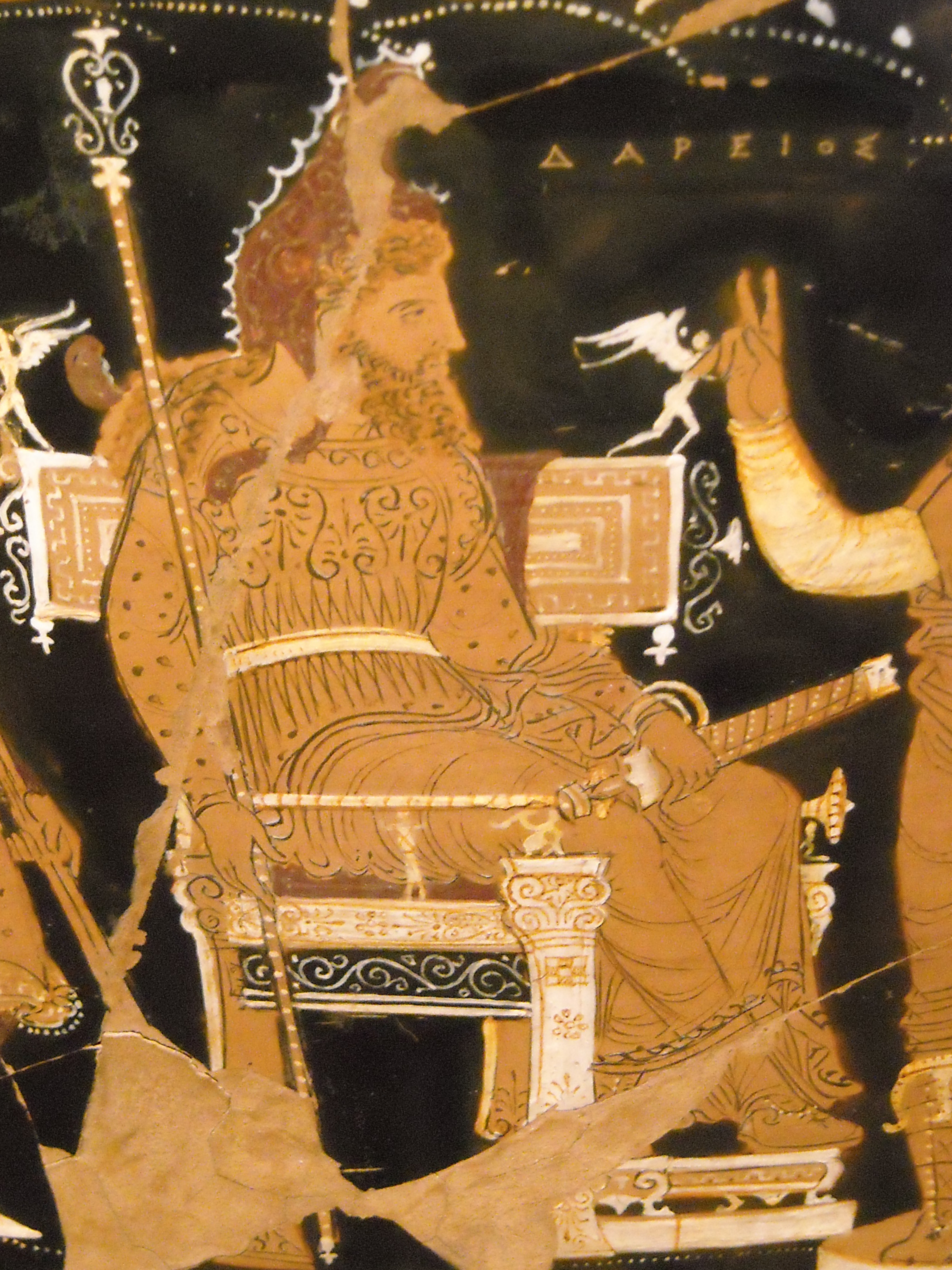
داریوش بزرگ، درحالی که یک شمشیر آکیناکه در دست دارد.

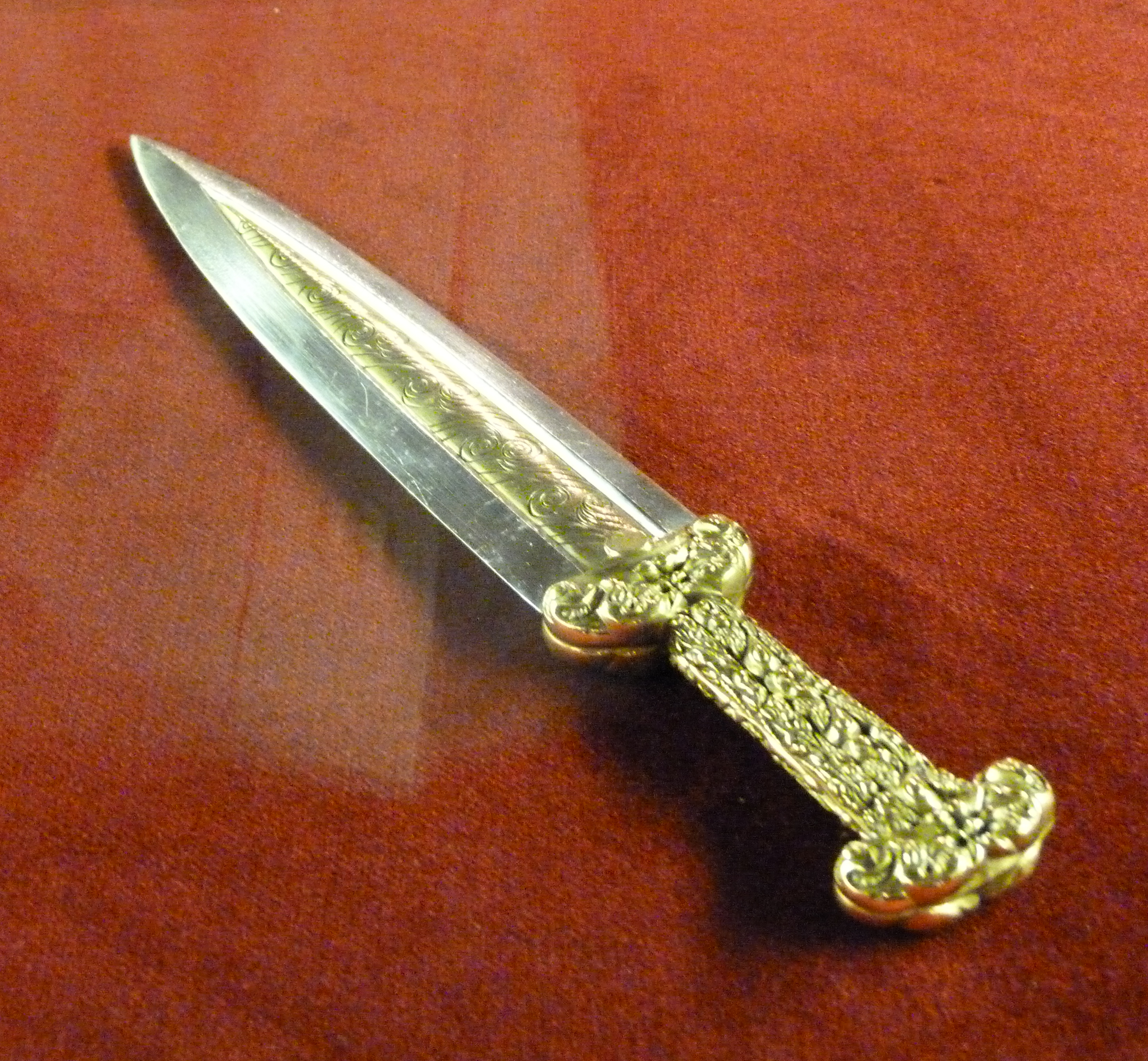
آکیناکه کشف شده در ارژن

قمه، سلاحی سرد شبیه به شمشیر ولی صاف، کوتاه‌تر و پهن‌تر است.
معمولاً در قدیم پهلوانان و امروزه اشرار و اراذل اوباش این سلاح را به کمر می‌بندند و نشان از جنگ‌آوری دارد. در دوران صفوی به کمر بستن این سلاح جایگاه آیینی داشته‌است.
در ایران قمه و قداره از یک خانواده‌اند، ولی شکلی متفاوت نسبت به هم دارند. قمه از دو لبه تیز است و دو طرف تیغه راست به نوک می‌رسند؛ ولی قداره تنها یک لب تیز دارد و با کمی خمیدگی در سر تیغه طرف تیز به انتها می‌رسد.

## صفویه
هنگامی که شاه عباس صفوی برای کاستن قدرت قزلباش‌ها ، نیروهای چرکسی ، گرجی ، ارمنی و قفقازی را به خدمت گرفت. در این زمان بود که کیندجال توسط این سربازان وارد ارتش صفوی شد و بعد از مدتی ساخت این سلاح در بسیاری از شهرهای ایران به خصوص، اصفهان رایج گشت و نام « قمه » بر روی آن گذاشته شد. (لازم به ذکر است که شمشیرهایی دودم کوتاه و مستقیم در دوره‌های پیش از صفوی ﻧﻴﺰ در ایران مورد استفاده قرار می‌گرفت که در این زمینه تحقیق و پژوهش بیشتری مورد نیاز است.)
یحیی ذکاء در توصیف این سلاح چنین می نویسد : « یک گونه جنگ افزار دیگری نیز در دوران صفوی در میان سپاهیان دیده می ‌شد که به شکل شمشیر کوتاه راست با تیغه دو دمه شیاردار است و به آن قمه یا قداره می‌گفتند. با این حال باید یادآور شد که تفاوت زیادی بین شکل قمه با قداره وجود دارد. قمه مشابه کیندجال است یعنی تیغه‌ای دولبه و راست دارد و قداره تنها یک لبه تیز دارد و پشت قداره تیز نیست. 
این گونه جنگ افزار (کیندجال) ، ویژه چرکس‌ها و گرجی‌ها و مردم قفقاز بود که شماره آنها در میان سپاهیان صفوی کم نبود. بهترین قمه‌ها در قفقاز و داغستان و ارمنستان ساخته می‌شد، لیک در خراسان نیز قمه‌های خوبی ساخته می شد. نیام کیندجال فلزی، و تنها در یک سو آرایش می‌یافت و آنها را با مفتول‌های زرین و سیمین سیم‌پیچی می‌کردند و نگین‌های گرانبها بر روی آنها می‌نشاندند. دسته آنها از شاخ و عاج و استخوان و گاهی نیز از سنگ یشم ساخته می‌شد.»

## کیندجال / Kindjal

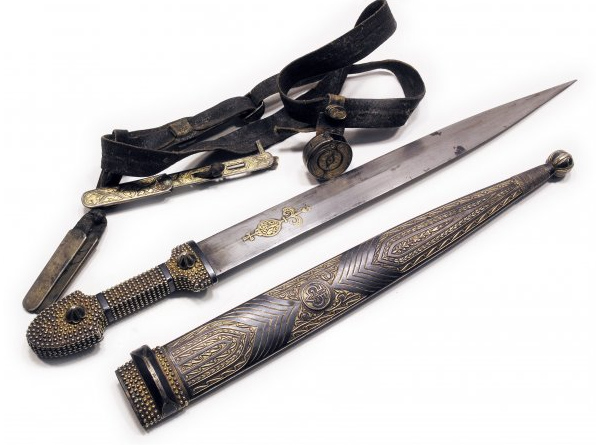
کیندجال

بسیاری آن را سلاح ملی گرجستان می دانند. در سمت روسیه و کوه های قفقاز ، قمه با نام «کیندجال/Kindjal» شناخته می شود. کیندجال دارای تیغه ای پهن و کوتاه و مستقیم است که شیار یا شیارهایی بر روی تیغه آن طراحی و حک شده است. تیغه آن ها، دارای زبانه کاملی هستند و بیشتر تیغه‌ها از فولاد معمولی ساخته شدند و معمولا بر روی آن ها نام آهنگر یا سازنده آن حک شده و تزئیناتی را نیز با خود به همراه دارد. دسته آن از شاخ سیاه بوفالو ، عاج شیرماهی ، عاج فیل ، نقره قلمزنی شده و یا طلاکوبی روی عاج به نقش گل و برگ است. در دو طرف دسته آهنک نیز از فلز با قلمزنی به شکل گل و برگ تزیین شده است. روی دسته کیندجال‌ها برای اتصال بخش عاج یا شاخ به دسته از میخ استفاده شده که معمولا در طرف دیگر با استفاده از گل میخ روی آن را پوشانده اند. روی گل میخ‌ها غالبا نقره ای با تزئینات ملیله کاری و یا با آب طلا طرح‌هایی تزئینی ایجاد شده است. کیندجال‌ها می‌توانند از شال یا کمربند آویخته شوند. حمل قمه‌های ایرانی و آویختن آن همانند کیندجال های قفقازی می باشد.

از تفاوت های کیندجال با قمه ایرانی ، تفاوت در دسته آنها است که در قمه به صورت منحنی صاف و در کیندجال با یک راس در بالای دسته و دو گوشه در طرفین است.
در سال 1858 میلادی، در شهرهای مشهد و اصفهان ، قمه های پهن و دو لبه مرغوبی به بازار عرضه و به فروش می رسید. این قمه ها به ترکیه کردستان، قفقاز و روسیه نیز صادر می‌شد ؛ اما متاسفانه در اواسط دوره قاجار این صنعت رو به زوال گذشت و بهترین قمه‌های آهن و فولاد که در ایران یافت می شد از قفقاز به کشور وارد می گشت.

## استفاده امروزه
امروزه قمه به عنوان سلاحی سرد در درگیری های خیابانی مورد استفاده اشرار برای ایجاد رعب و وحشت بین مردم قرار گرفته است .

## آکیناکه
بنظر میرسد اَکینَکَه یا خنجر سکایی که توسط هخامنشیان به کار می‌رفته‌است، جد مشترک قمه و کیندجال باشد.